# Gereó de Colònia
Gereó de Colònia (Alt Egipte?, segona meitat del segle iii - Colònia, Alemanya, ca. 304) va ésser un militar de la Legió Tebana. Convertit al cristianisme, va ser mort per la seva fe. És venerat com a sant i màrtir per totes les confessions cristianes.

## Biografia i llegenda
Gereó, el Sant Daurat, era un soldat (praefectus cohortis) de la Legió Tebana, composta per cristians de l'Alt Egipte i que fou massacrada als regnats de Dioclecià i Maximià (285-305) a Agaunum (avui Saint-Maurice (Valais, Suïssa), segons narra Euqueri de Lió a mitjan segle v. Gregori de Tours diu que Gereó formava part d'un destacament de cinquanta soldats que havia arribat més al nord, a la Colonia Agrippina, actual Colònia.
Aquí, com els seus companys, també va refusar de fer sacrificis als déus pagans i el van portar davant el prefecte, on es proclamà cristià. Va ser torturat i fuetejat, però no va voler abjurar i va morir decapitat amb els seus companys, entre ells: Cassi, Gregori Maur, Florenci, Innocenci, Constantí i Víctor.

## Veneració
La tradició, potser llegendària, el popularitzà i feu que es convertís en el sant patró de Colònia, on se li dedicà la basílica de Sankt Gereon. Beda el Venerable esmenta que la seva festivitat és als calendaris de Barking i Durham.
Segons altres llegendes, Gereó i els seus companys foren enterrats per santa Helena de Roma. Les troballes de restes humanes al cementiri romà durant l'Edat mitjana va donar arguments per a confirmar l'existència dels màrtirs: al segle xi s'hi trobaren restes de 360 esquelets i fou llavors quan es va incrementar el nombre de companys de Gereó al martiri. Sant Norbert de Xanten, en una visió el 1121, va descobrir el lloc on hi havia les relíquies de Santa Úrsula i els ossos de Gereó, amb els d'altres màrtirs que s'havien amagat, que es van instal·lar a la basílica de Sankt Gereon de Colònia. Finalment, al segle xiii es fixà el nombre de companys de Gereó en 318, a partir de les restes trobades. Les excavacions modernes fetes al mateix lloc no permeten, però, confirmar la llegenda.

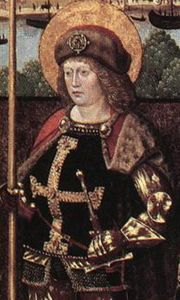
Pintura del segle XV
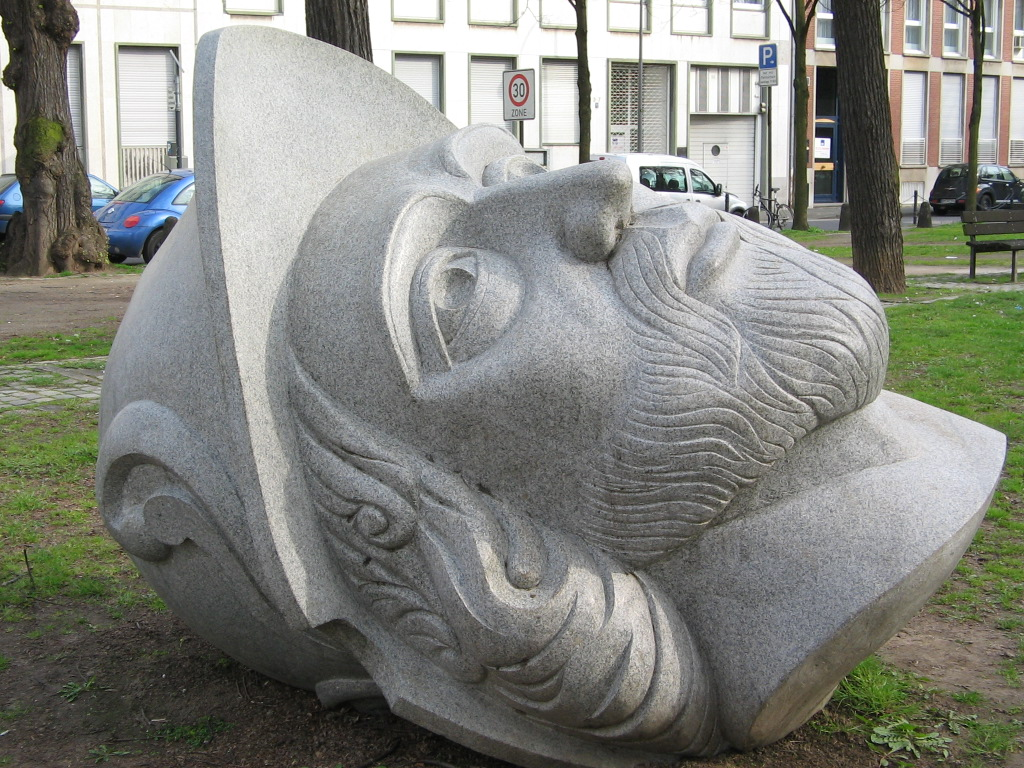
Estàtua a la basílica de S. Gereó de Colònia
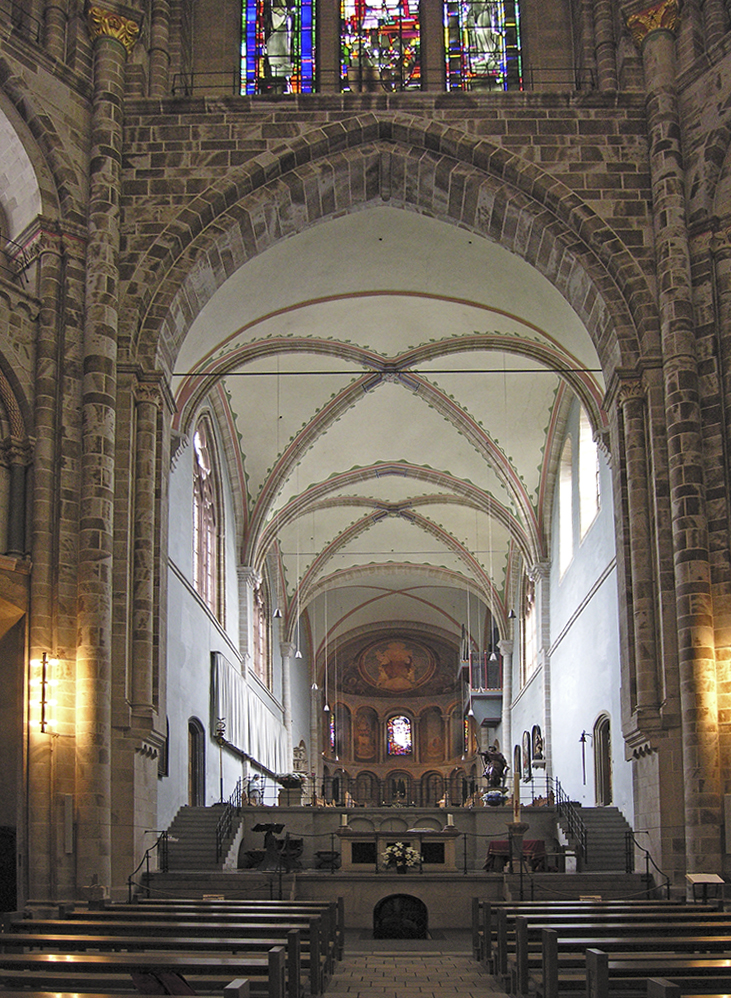
Basílica de S. Gereó (Colònia)
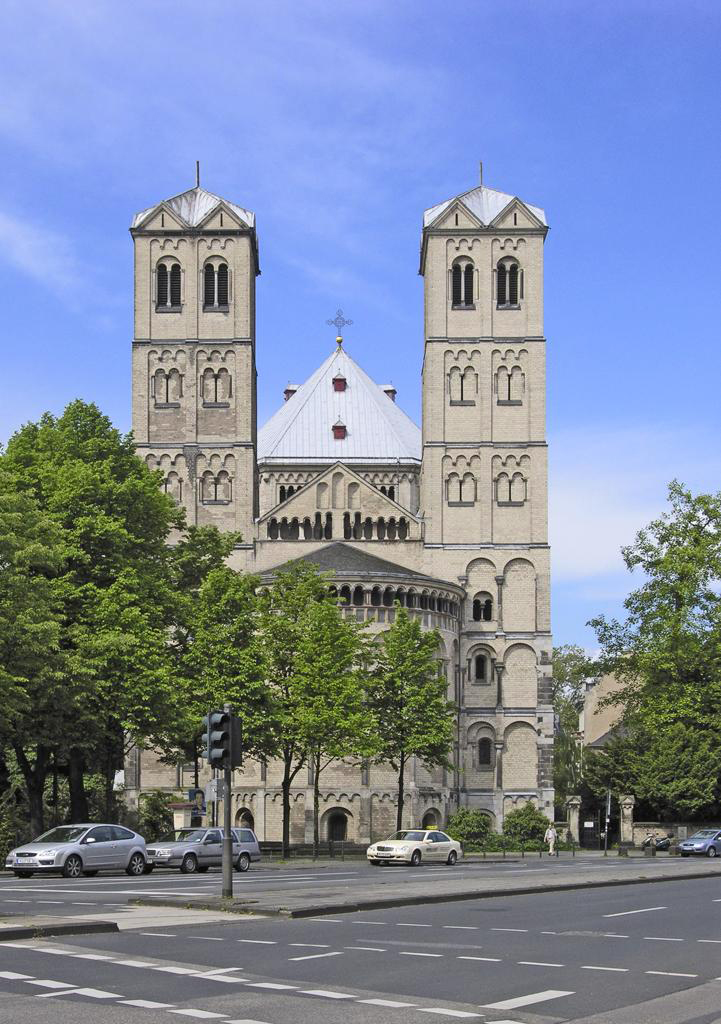
Sankt Gereon (Colònia)